# Dicranoptycha byersi
Dicranoptycha byersi är en tvåvingeart som beskrevs av Young 1987. Dicranoptycha byersi ingår i släktet Dicranoptycha och familjen småharkrankar. Inga underarter finns listade i Catalogue of Life.